# 全国七大学综合体育大会

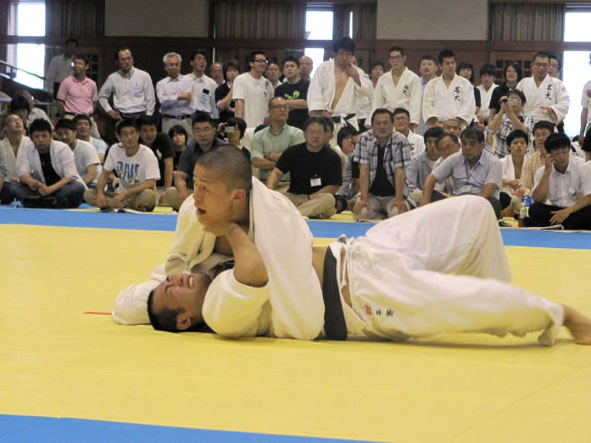
「七帝柔道」競賽。

全国七大学综合体育大会（英語：Seven Universities Athleticmeet），通稱七帝戰、七大戰，是日本7所国立大学共同举办的体育竞技比赛，成員皆為舊帝国大学。

## 沿革
- 1962年，北海道大學主持建立「國立七大學綜合體育大會」。
- 2004年，隨著國立大學法人化，更名為「全國七大學綜合體育大會」[1]。

## 成員大學
- 北海道大学
- 東北大學
- 東京大学
- 名古屋大学
- 京都大学
- 大阪大学
- 九州大学

### 類似競賽
- 北臺灣：北臺灣七大學聯合路跑賽
- 南臺灣：正興城灣盃

## 外部連結
- 第50回全国七大学総合体育大会(北海道大学主管)
- 第51回全国七大学総合体育大会(九州大学主管)